# Watford Sports Cars
Watford Sports Cars Limited war ein britischer Hersteller von Automobilen.

## Unternehmensgeschichte
B. J. Millar, Ken Hynder und Joe Bound, die zuvor bei Tornado Cars tätig waren, gründeten 1959 das Unternehmen in Watford und begannen mit der Produktion von Automobilen und Kits. Der Markenname lautete Watford. 1962 endete die Produktion. Insgesamt entstanden etwa 25 Exemplare.

## Fahrzeuge
Das einzige Modell war der Cheetah. Er ähnelte dem Tornado Typhoon. Die Basis bildete ein Rohrrahmen. Darauf wurde eine Karosserie aus glasfaserverstärktem Kunststoff montiert. Zur Wahl stand eine offene Version und eine mit Hardtop. Vierzylindermotoren von Ford of Britain, speziell von Ford Eight und Ford Ten, trieben die Fahrzeuge an. Die Preise betrugen 70 Pfund für das Fahrgestell und 130 Pfund für die Karosserie.